# Sidi Kaouki

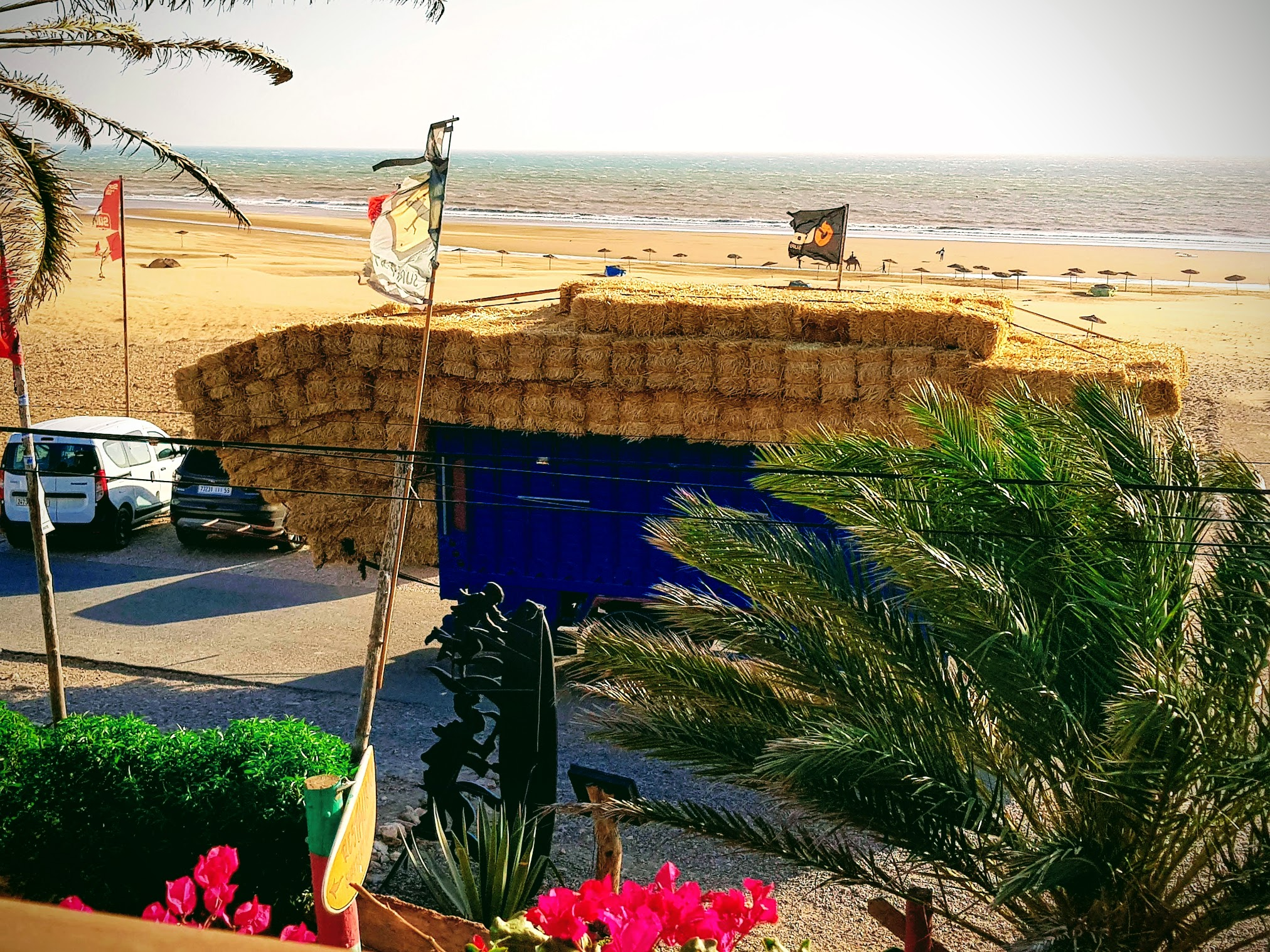
Sidi Kaouki

Sidi Kaouki  (in arabo سيدي كاوكي‎?) è un centro abitato e comune rurale del Marocco situato nella provincia di Essaouira, regione di Marrakech-Safi. Conta una popolazione di 4 625 abitanti (censimento 2014).